# 恰甫河

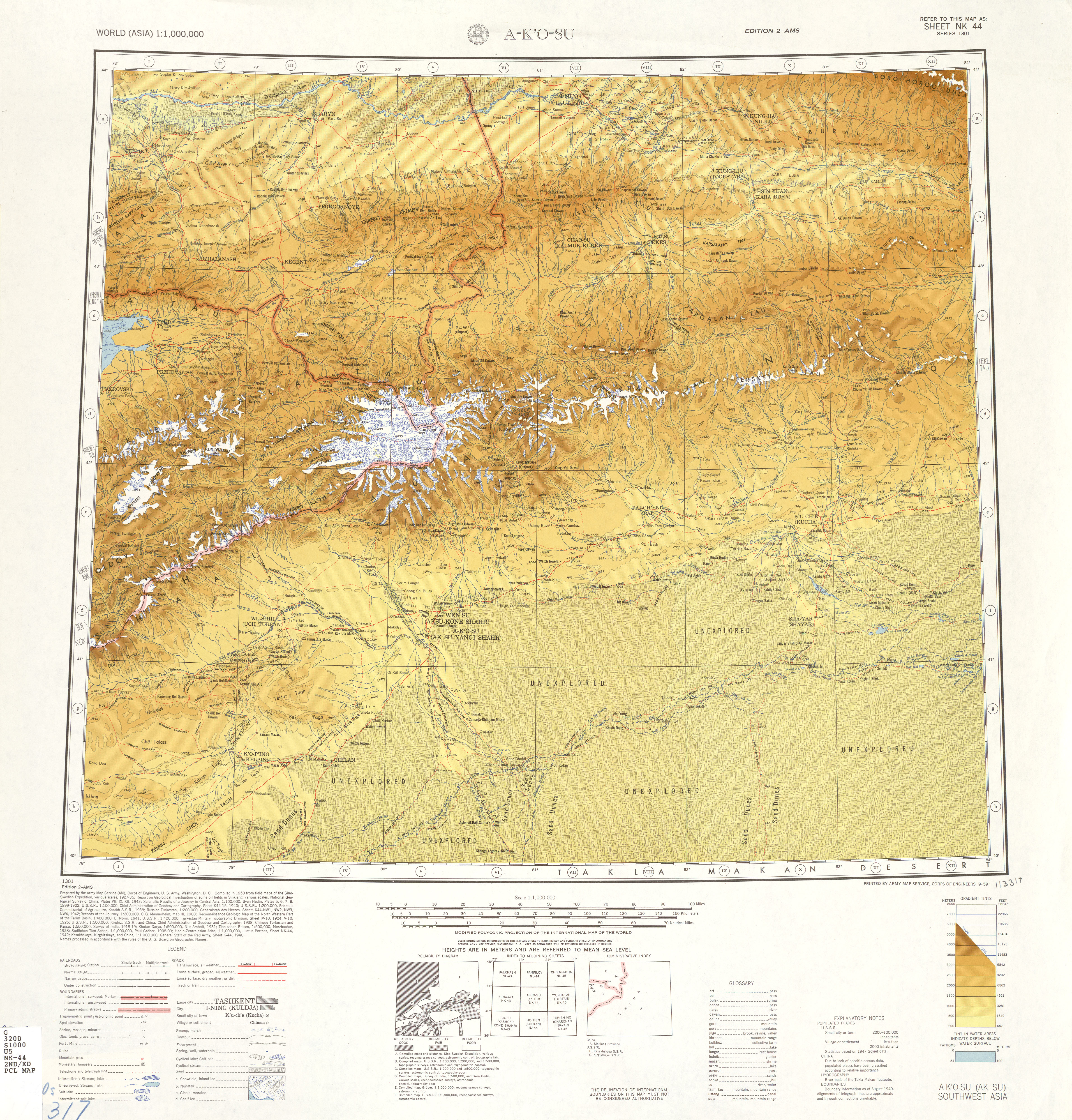
新疆西部地区的地形图，恰甫河在图中右上角，标注为Tsanman。

恰甫河，也作恰普河，旧称昌曼河，位于中华人民共和国新疆维吾尔自治区伊犁哈萨克自治州新源县境内的一条河流，巩乃斯河左岸支流。发源于新源县东南部那拉特达坂，先自东南向西北流约16千米，然后流入长约26千米、近封闭的盆地；之后转向西流，此后河流穿行于长约58千米的峡谷，在左岸汇入由西而来的包删可勒萨依河后转90度弯向正北进入11千米长的峡谷，在新源县城以南出山口，之后转向西北流，进入巩乃斯河宽谷，流约26千米，于塔勒德镇恰普河村西北汇入巩乃斯河。河流全长130千米，流域面积1305平方千米。